# ГЕС John Butters
ГЕС John Butters — гідроелектростанція у Австралії на заході острова Тасманія. Використовує ресурс із річки Кінг, яка впадає до Маккуорі-Харбор — з'єднаної з Індійським океаном вузьким проходом затоки, котра вдається у сушу більш ніж на три десятки кілометрів.
В межах проекту річку перекрили кам'яно-накидною греблею Кротті висотою 83 метри та довжиною 245 метрів, на яку витратили 0,77 млн м3 матеріалу. Крім того, південніше звели земляну греблю (дамбу) Дарвін висотою 20 метрів та довжиною 700 метрів, котра потребувала 0,43 млн м3 матеріалу. Вона знадобилась для закриття сідловини на водорозділі з долиною річки Andrew, правої притоки Франклін, яка в свою чергу є правою притокою річки Гордон (впадає  до тієї ж затоки Маккуорі, що і Кінг, проте не з північної, а з південно-східної сторони). Разом ці споруди утримують велике водосховище Барбері з площею поверхні 53,3 км2 та об'ємом 1081 млн м3.
Від греблі Кротті через лівобережний гірський масив прокладено дериваційний тунель довжиною 6,5 км, який переходить у напірні водоводи довжиною 0,5 км. Вони подають ресурс до наземного машинного залу, спорудженого на березі Кінг та обладнаного однією турбіною типу Френсіс потужністю 143 МВт, яка при напорі у 184 метри забезпечує виробництво 576 млн кВт-год електроенергії на рік.
Видача продукції відбувається по ЛЕП, розрахованій на роботу під напругою 220 кВ.